# Russisch-Orthodoxe Kerk

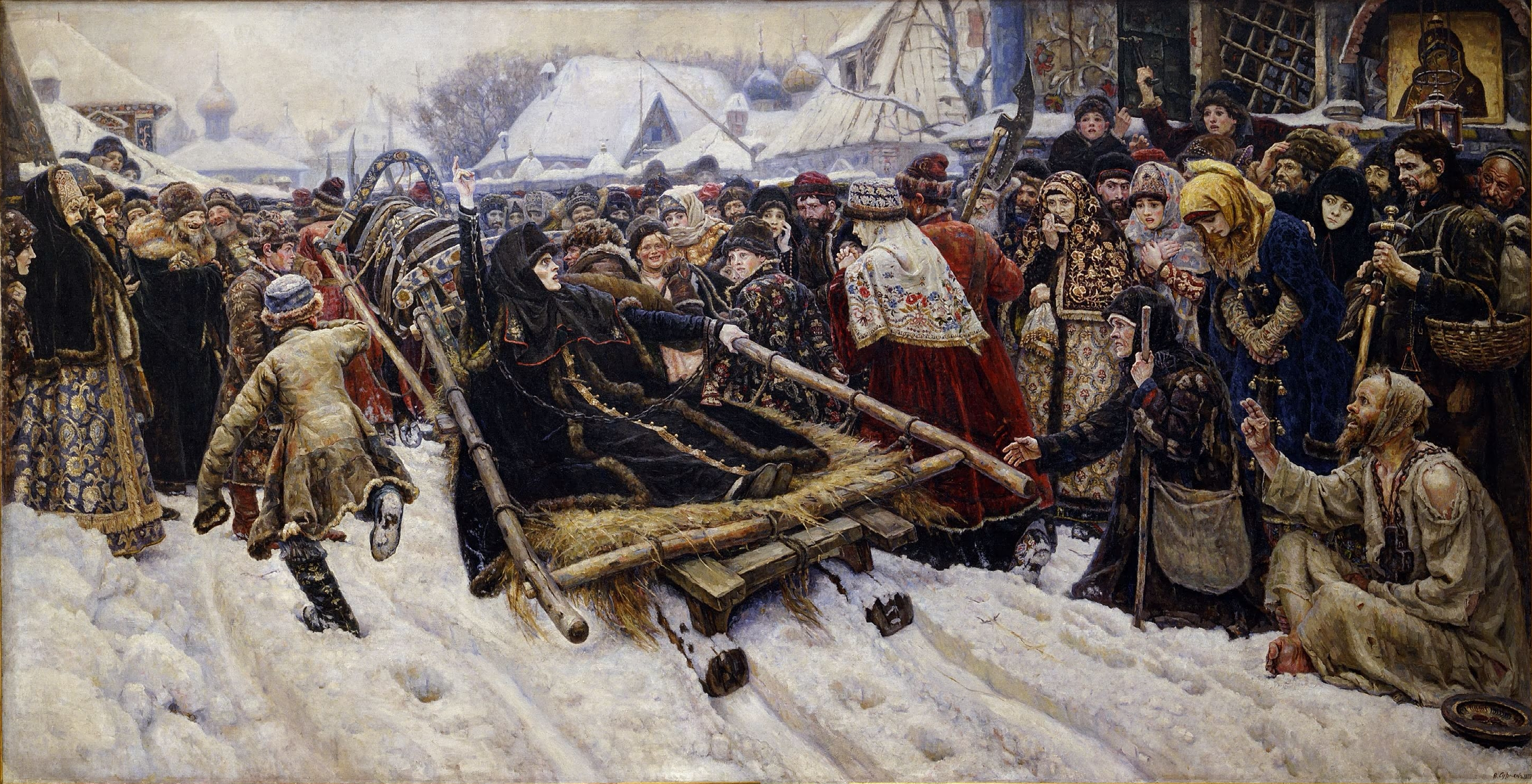
De oudgelovige Bojarynja Morozova wordt gearresteerd afgevoerd. Schilderij van Vasili Soerikov.

De Russisch-Orthodoxe Kerk (Russisch: Русская православная церковь, Russkaja pravoslavnaja tserkov) of het Patriarchaat Moskou (Московский патриархат; Moskovski patriarchat) is een van de oosters-orthodoxe kerken. De patriarch van Moskou staat aan het hoofd. Het grootste Russisch-Orthodoxe kerkgebouw en de hoogste orthodoxe kerk ter wereld is de Christus Verlosserkathedraal in Moskou.
Vaak wordt de Russisch-Orthodoxe Kerk aangeduid als het grootste kerkgenootschap na de Rooms-Katholieke Kerk. Er wordt echter geen lidmaatschap bijgehouden waardoor alleen schattingen over het aantal gelovigen beschikbaar zijn. De kerk leefde vanaf 1980 weer op, met als resultaat een groeiend aantal gelovigen, kerkgebouwen en religieuze instellingen in de voormalige Sovjetstaten.

## Geschiedenis
De geschiedenis van de Russisch-Orthodoxe Kerk kan men in zes periodes indelen:
1. Vroege geschiedenis, de Kievse periode van 988 tot 1237, deze periode eindigt met de plundering van Kiev door de Tataarse Mongolen. In 1240 wordt Kiev totaal verwoest.
2. De Tataars Mongoolse periode van 1237 tot 1380, deze periode eindigt met de Slag op het Snippenveld.
3. De Moskouse periode van 1380 tot 1700, totdat tsaar Peter de Grote de verkiezing van een nieuwe patriarch weigert.
4. De Sint-Petersburgse periode van 1700 tot 1917, waar de kerk bestuurd wordt door de Heiligste Regerende Synode.
5. De kerk onder het communistisch bewind.
6. Einde communistische periode.

## Vroege geschiedenis
De Russische Kerk ontstond in 988, toen grootvorst Vladimir I van Kiev het christelijke geloof officieel als staatsgodsdienst aannam. Zijn doop was door Basileios II Boulgaroktonos als voorwaarde gesteld voor het huwelijk in 989 met diens zus Anna Porphyrogenneta (Porphyrogenita - in het purper geboren).
De wortels van deze kerk liggen in de Oosters-orthodoxe Kerk en in oorsprong maakte ze deel uit van het Oecumenisch patriarchaat van Constantinopel. In 1054 verbraken de Russen - in navolging van Constantinopel - de band met Rome.
In 1448 maakten de Russische bisschoppen zich los van het Patriarchaat Constantinopel. Sindsdien wordt de Russisch-Orthodoxe Kerk als een zelfstandige kerk beschouwd. In 1453  viel Constantinopel in handen van de Turken. Kort voor en na de verovering hadden grote delen van de Byzantijnse Kerk de eenheid met de Kerk van Rome verklaard en onder metropoliet Isidorus van Kiev werd deze unie, na in Kiev door de bevolking te zijn bekrachtigd, ook in Moskou verklaard. Enkele weken na terugkomst van de metropoliet in 1458 werd de unie verbroken en de metropoliet gevangengezet. Moskou bevond zich wederom los van Rome. In Rusland ontstond onder invloed van de val van Constantinopel en de afscheiding van de Latijnse Kerk, de theorie van 'het derde Rome'. Moskou zou het christelijke (orthodoxe) Oost-Romeinse keizerrijk (Constantinopel, het 'tweede Rome') voortzetten. In 1589 nam de metropoliet van Moskou met toestemming van de oecumenische patriarch van Constantinopel - die zelf onder Ottomaanse overheersing te lijden had - de titel patriarch aan.
In het midden van de 17e eeuw voerde de toenmalige patriarch van Moskou, Nikon, hervormingen door in de Russisch-Orthodoxe rite. Vele gelovigen betwistten de legitimiteit van deze hervormingen en onder leiding van aartspriester Avvakoem Petrov voerden ze fel oppositie tegen de hervormingspolitiek. De strijd werd beslecht in het voordeel van de hervormingsgezinden en het kwam in 1666-67 tot een schisma (raskol in het Russisch). Over de oude riten werd een banvloek uitgesproken en de aanhangers van de oude Russische traditie en de middeleeuwse Russische liturgie werden tot raskolniki (schismatici) bestempeld en werden lange tijd vervolgd. Zij noemen zichzelf староверы; starovery - Oudgelovigen.
De banvloek werd pas in 1971 door het Patriarchaat van Moskou opgeheven.
Ook nu nog nemen de oudgelovigen of oudritualisten een aparte positie in. Ze vallen uiteen in priesterlijke en priesterloze oudgelovigen. Theologisch en kerkelijk beschouwd maken alleen de priesterlijke oudgelovigen deel uit van het oosters-orthodoxe christendom; momenteel zijn er twee oudritualistische kerken: de Russisch-Orthodoxe oudritualistische Kerk (met aan het hoofd een metropoliet) en de Russisch-Orthodoxe oudorthodoxe Kerk (met aan het hoofd een patriarch), die beide hun hoofdzetel in Moskou hebben.
Een van de belangrijkste verschillen tussen de oudgelovigen en de huidige Russisch-Orthodoxe rite is de wijze waarop het kruisteken wordt gemaakt. De oudgelovigen doen dat met twee vingers als teken van de dualiteit van Christus, God, en Christus, mens. De nieuwe Russisch-Orthodoxe Kerk maakt het kruisteken met drie vingers als symbool van de heilige Drie-eenheid (Vader, Zoon en Heilige Geest), zoals na de 13e-14e eeuw ook in Constantinopel en Griekenland gebruikelijk was geworden.
Tot 1917 had de Russisch-Orthodoxe Kerk de status van staatskerk; pas in 1905 hadden andere geloofsgemeenschappen officieel erkenning gekregen van de Russische regering.

## De kerk onder het communistische bewind
De relaties tussen kerk en staat in de Sovjet-Unie kunnen verdeeld worden in vijf belangrijke periodes:
1. 1917-1925 patriarch Tichon probeert om de vrijheid van de Kerk te behouden.
2. 1925-1943 metropoliet Sergij zoekt een modus vivendi.
3. 1943-1959 Jozef Stalin staat een heropleving van de kerk toe in de jaren na de Tweede Wereldoorlog.
4. 1959-1964 Nikita Chroesjtsjov stelt opnieuw vervolgingen in.
5. 1964-1988 Een dissidentenbeweging komt naar voren en wordt verpletterd.

Tijdens de periode die duurde van 1917 tot het einde van de jaren tachtig stond de Kerk onder zeer grote beperkende maatregelen van de staat in de voormalige Sovjet-Unie. In principe staat het communisme (atheïstisch) vijandig tegenover het orthodoxe geloof (monotheïstisch). Toch heeft de Russisch-Orthodoxe Kerk zeventig jaar communisme overleefd.
De periode begon met de Oktoberrevolutie van 1917, tijdens de communistische periode. Bij de revolutie werd niet alleen het wereldlijk bestuur omvergeworpen, maar werd ook de ene staatsideologie vervangen door een andere. Het atheïstische communisme nam de plaats in van de Russisch-Orthodoxe staatskerk en de meeste overige godsdiensten. Een decreet van 23 januari 1918 voerde scheiding van kerk en staat in en in het ontwerp (§ 4 uitgave 1925) werd toegelicht dat dit geschiedde "om de arbeiders werkelijke gewetensvrijheid te waarborgen". Vanaf toen werden de Russisch-Orthodoxe Kerk en overige kerken zwaar vervolgd door de bolsjewieken. Bisschoppen, priesters en gelovigen werden gevangengenomen en geëxecuteerd. Kloosters werden gesloten en ontelbare kerken werden onteigend en leeggeroofd voor staats- of privécollecties, vernield of ingericht als verenigingslokaal, bioscoop of pakhuis. De kerk behoorde toen tot de belangrijkste grootgrond- en onroerend goedbezitters van Rusland. Veel kerkschatten werden geconfisqueerd en in een aantal gevallen verkocht naar het buitenland. In 1922 poogden de bolsjewieken met het oprichten van een 'Hervormde Russische Kerk' die trouw was aan het marxisme-leninisme en radicaal theologisch hervormd was, de macht van de kerk te breken. In 1927 scheidde de Russisch-Orthodoxe Kerk in het Buitenland zich af van Moskou nadat de geïntimideerde en gevangengenomen patriarch van Moskou had opgeroepen tot vreedzame medewerking met de Sovjetautoriteiten voor zover moreel mogelijk. Pas in 2007 werden de banden tussen de anticommunistische Russisch-Orthodoxe Kerk in het Buitenland en het Patriarchaat van Moskou weer volledig hersteld.

### Het standpunt van Marx
Marx, Lenin en Stalin hadden ieder hun eigen ideeën over kerk en religie. Marx noemt de religie het opium van het volk en een verkeerd wereldbewustzijn.
In de Deutsch-Französische Jahrbücher schrijft hij: Der Mensch macht die Religion, die Religion macht nicht den Menschen. Und zwar ist die Religion das Selbstgefühl des Menschen, der sich selbst entweder noch nicht erworben oder schon wieder verloren hat… Der Mensch, das ist die Welt des Menschen, Staat, Sozietät. Dieser Staat, diese Sozietät producieren die Religion, ein verkehrtes Weltbewußtsein, weil sie eine verkehrte Welt sind. Die Religion ist die allgemeine Theorie seiner Welt. Sie ist die phantastische Verwirklichung des menschlichen Wesens, weil das menschliche Wesen keine wahre Wirklichkeit besitzt. Der Kampf gegen die Religion ist also mittelbar der Kampf gegen jene Welt deren geistigen Aroma die Religion ist. Das religiöse Elend ist in einem der Ausdruck des wirklichen Elends. Die Religion ist der Seufzer der bedrängten Kreatur, das Gemüt einer herzlosen Welt, wie sie der Geist geistloser Zustände ist. Sie ist das Opium des Volkes.
Het opium van het volk, iets dat door het volk zelf zou zijn gecreëerd. Marx vond, dat de mens religie zelf in het leven heeft geroepen als middel om zichzelf in een roes te helpen nu het aardse leven zo ondraaglijk was geworden. Religie helpt volgens de communistische ideologie en de marxistische theoretici om de arbeidersklasse dom te houden en verdedigde volgens hen de uitbuiting. Religie komt voort uit de economische onderbouw van het leven, is een weerspiegeling van een bepaalde sociaal-economische ordening van de maatschappij – gecreëerd door de lagere klassen om hun zorgen te kunnen vergeten, en in stand gehouden door de hogere om de lagere klassen uit te kunnen buiten. Als de proletariërs de macht grijpen, zal de religie vanzelf een zachte dood sterven, omdat na het stoppen van de uitbuiting religie overbodig zal zijn. Naar de mening van Marx, vraagt communisme om atheïsme en vangt communisme aan waar atheïsme begint.

### De standpunten van Lenin en Stalin
Lenin had een andere opvatting over kerk en religie dan Marx. Marx verachtte de religie en beschouwde haar als randverschijnsel dat langzaam zou verdwijnen. Lenin zag religie echter als een sterke en alomtegenwoordige vijand. Religie moest krachtig bestreden worden; ze zou niet vanzelf verdwijnen. Lenin had een persoonlijke afkeer van alles wat maar naar religie zweemde.
Ook bij Lenin leeft het standpunt, dat religie de uitbuitende klassen (regering en bourgeoisie) helpt om het volk in slavernij te houden en zelfs dat het gebruikt wordt als middel om de klassenstrijd te vergiftigen. Godsdienst heeft een functie als onderdrukkingsmiddel in dienst van de heersende klassen. De wortels van de religie liggen in de structuur van de maatschappij (zoals ook Marx al zei), maar aangezien Lenin (in tegenstelling tot Marx) vond dat religie als component van de heersende klasse met alle middelen bestreden moet worden, kan de strijd tegen religie worden verbonden met de strijd tegen het kapitalisme. Zo benadrukt ook Lenin de onverzoenlijkheid van religie en socialisme.
Stalin had vooral een hekel aan corrupte priesters, maar vervolgde tot 1943 de kerken ook zwaar. Stalins afkeer van priesters beïnvloedde de maatregelen die hij tijdens zijn regering nam tegen de kerk.

### De kerkelijke opvattingen
Direct na de communistische machtsgreep in oktober 1917 verklaarde de Russisch-Orthodoxe Kerk dat deze revolutie het werk van de duivel was. Vanuit kerkelijk-ideologisch oogpunt was dit een logische conclusie; volgens de Russisch-Orthodoxe Kerk zag de Kerk veranderingen in de maatschappij als het werk van de duivel, aangezien het tsaristisch bestuurde Rusland Gods Wil was geweest met de uitvoerder van die Wil aan het hoofd (de tsaar). Nadat het patriarchaat in 1917 opnieuw was ingesteld werd Tichon gekozen als patriarch. Tichon protesteerde heftig tegen de revolutie, riep de gelovigen op te lijden als dat nodig mocht zijn en excommuniceerde de bolsjewieken.
Binnen de Russisch-Orthodoxe Kerk ontstonden verschillende stromingen die ieder op haar eigen manier tegen het communisme aankeek. Patriarch Tichon droeg het officiële kerkstandpunt uit, dat openlijk ageerde tegen het communisme. De stroming van de obnovlentsy daarentegen was trouw aan de communistische machthebbers. De Levende Kerk, zoals deze stroming ook wordt genoemd, probeerde de kerk van binnenuit 'over te nemen' en er ontstond een strijd over de te volgen koers tussen haar en patriarch Tichon. Ook een aantal meer gematigde geestelijken binnen het kamp van Tichon zelf wilde dat de patriarch zijn ambt neer zou leggen. Tichon probeerde enkele concessies en bereikte ten minste dat de Levende Kerk haar macht verloor.
Nadat hij door zijn tegenstand tegen het beleid van het communistische bewind tijdens de grote hongersnood van 1921 gevangen had gezeten, verklaart Tichon geen vijand meer te zijn van de communistische machthebbers; hij stelt nu alles in het werk om de Orthodoxe Kerk te redden. In een verklaring, die na zijn dood in 1925 werd gepubliceerd, stelde hij nog wel, dat in geloofskwesties geen compromis toelaatbaar is, maar dat de gelovigen op politiek gebied trouw moeten zijn aan de Sovjetregering. Samenzwering en heulen met de vijanden van het Sovjetregime is onaanvaardbaar volgens Tichon.
Tichons plaatsvervanger (locum tenens, tot er een nieuwe patriarch zou zijn gekozen) metropoliet Peter van Kroetitsi was een man van de oude stempel; hij was openlijk tegen de communistische machthebbers. Al snel werd hij naar Siberië verbannen. Zijn opvolger metropoliet Sergej Stragorodskij was een meer gematigd man. Hij was solidair met het regime, omdat hij ervan overtuigd was, dat een strikte scheiding van kerk en staat het voortbestaan van beide zou waarborgen. De stroming binnen de Orthodoxe Kerk waartoe Sergej behoorde, haalde zijn inspiratie uit een bepaalde Bijbelpassage. In Paulus’ brief aan de Romeinen staat: Iedereen moet zich aan de overheid onderwerpen. Want overheidsgezag is iets dat alleen bestaat bij de gratie van God. Ook het bestaande gezag is door God ingesteld. Wie zich dus verzet tegen het gezag, verzet zich tegen een instelling van God.
Bovendien zei Jezus zelf: Geef […] de keizer wat de keizer, en God wat God toekomt. Sergej begreep dat het stoffelijk welzijn van het volk op het terrein van de regering lag, en dat hij zich vooral moest bekommeren om het geestelijk welzijn. In 1927 tekende hij een verklaring, waarin hij stelt dat de Russisch-Orthodoxe Kerk loyaal zal zijn aan het communistische bewind. Ondanks de loyaliteitsverklaring van Metropoliet Sergej zette de communistische regering in alle hevigheid de strijd tegen de kerk voort. In de eerste dertig jaar van het bestaan van de Sovjet-Unie kunnen drie vervolgingspieken worden onderscheiden, namelijk tijdens de Hongersnood begin jaren 20, de collectivisatie begin jaren 30 en gedurende de Grote Zuiveringen.
Na aanvankelijke tegenstand, althans in Moskou, legde de Russisch-Orthodoxe Kerk zich uiteindelijk neer bij de nieuwe situatie. Desondanks werd de kerk door de machthebbers hevig vervolgd. De Rooms-Katholieke Kerk en Evangelisch-Lutherse Kerk werden zelfs praktisch in Sovjet-Rusland uitgeroeid, op enige huiskerken na.

### De kerkvervolgingen
De Sovjetregering probeerde de Russisch-Orthodoxe Kerk anarchistisch te verwoesten, haar inwendig te ontbinden en ten slotte definitief systematisch te vernietigen.
Begin 1921 deden bolsjewistische kranten verslag van het op de kerk buitgemaakte bezit: 673 kloosters, 827.000 hectare land, 4 miljard roebel contant geld, 84 fabrieken, 436 boerderijen, 602 veestallen, 1112 huurhuizen, 704 kloosterfilialen, 304 bijenkorven, 277 ziekenhuizen en asielen.
Na droogte en misoogst ontstond er in 1921 een grote hongersnood in Rusland, waarbij ruim vijf miljoen doden vielen. Tichon bood de communistische regering de hulp aan van de Orthodoxe Kerk, maar dit aanbod werd door de regering afgeslagen. Omdat Tichon om zich heen de gevolgen zag van de hongersnood, stelt hij op eigen houtje ongewijd kerkelijk goed ter beschikking, om te verkopen tegen voedsel, zodat dat onder de mensen verdeeld kon worden. Een dag later publiceerde de Pravda van Sint-Petersburg een artikel, waarin werd gesteld dat dit gebaar van de kerk onvoldoende was, en dat ze meer van haar rijkdom zou moeten uitdelen.
De communistische regering decreteerde daarop, dat de kerk ook alle gewijde goederen die niet direct noodzakelijk waren moest overhandigen, zodat ook deze goederen verkocht zouden kunnen worden. Dit resulteerde in de Confiscatie van kerkelijke goederen in Rusland in 1922. Tichon reageerde hierop met een weigering: het confisqueren van gewijd kerkelijk goed was heiligschennis; hij wilde hieraan niet meewerken. De regering zette hem daarop gevangen. Een vervolging van geestelijken kwam hiermee op gang; in Moskou en Sint-Petersburg zelf zijn rond die tijd ruim 250 priesters geëxecuteerd. Volgens het Centraal Comité van de Communistische Partij van de Sovjet-Unie zijn in 1922 in totaal 20 bisschoppen en 1.414 priesters "terechtgesteld" (vermoord na showprocessen). De kerk zelf noemt ruim 8100 slachtoffers binnen haar rangen.
Vóór zijn overlijden had patriarch Tichon drie bisschoppen aangewezen, die mocht het mogelijk zijn om een nieuwe patriarch te kiezen, als locum tenens tot de verkiezing van een nieuwe patriarch het bestuur over zouden moeten nemen. De volgorde waarin hij ze had aangewezen was: Kirill Smirnov van Kazan, Agafangel Preobrazhenskij van Jaroslavl en Peter Polijanskij van Kroetitsi. In 1925 was alleen de derde metropoliet Peter van Kroetitsi in staat deze zware taak op zich te nemen. Sinds de dood van patriarch Tichon had de Levende Kerk ook weer terrein gewonnen. Metropoliet Peter publiceerde een duidelijke brief aan heel de Russische Kerk met het standpunt: onwankelbare trouw van de kerk aan de waarheid en absolute verwerping van compromissen, zowel tegenover de Levende Kerk als met de regering. Deze brief gaf weer kracht aan de gelovigen maar was fataal voor de metropoliet. In december 1925 werd hij gearresteerd samen met een aantal bisschoppen die ervan verdacht werden het met hem eens te zijn. Metropoliet Peter werd naar verschillende gevangenissen overgeplaatst. Hem wordt verzocht samen te werken met de regering. Tot zijn dood in 1937 heeft hij de compromissen geweigerd. Peter, die voor zijn arrestatie vreesde benoemde de volgende drie kandidaten als opvolgers: Sergij Stragorodskij van Nizjni Novgorod, Michaël Ermakov, exarch van Oekraïne en Josef Petrovitsj van Rostov Veliki. Door al deze bestuurswisselingen en de isolatie van veel geestelijken, wanorde, angst en leugen was de eenheid van de kerk moeilijk te bewaren.
Na de dood van patriarch Tichon werd een verkiezing van een nieuwe patriarch niet toegestaan. De Russisch-Orthodoxe Kerk in het Buitenland erkende de locum tenens metropoliet Peter van Kroetitsi. Maar hij werd al snel gearresteerd en verbannen, vanwege de standvastigheid waarmee hij weigerde om concessies te doen aan het atheïstische regime, waardoor er geen contact meer met hem mogelijk was. De kerk, zowel in Rusland als daarbuiten bleef hem beschouwen als haar hoofd en in alle kerken werd zijn naam genoemd in de diensten.
Nadat patriarch Sergej Stragorodskij zijn verklaring van loyaliteit aan het Sovjetregime ondertekend had, kwam wat rust voor de kerk. Ze werd nog steeds door de regering tegengewerkt, maar de vervolgingen werden minder. De rust bleek geen blijvende toestand; rond 1929 werd onder Stalin en, aanvankelijk ook, Trotski de wetgeving op de religieuze verenigingen (zoals parochies voortaan werden genoemd) van kracht. Gedurende deze periode werd een plan aangenomen dat het geloof in 1937 volledig verdwenen moest zijn. In 1932-1933 zouden alle kerken en gebedshuizen gesloten moeten zijn, in 1933-1934 zouden alle religieuze tradities en gebruiken, verdwenen moeten zijn, in 1935-1936 zou het gehele land, met name de jeugd vervuld moeten zijn van atheïstische propaganda, in 1935-1936 moesten de laatste priesters dood zijn en dan zou in 1937 de herinnering aan God vanzelf zijn verdwenen. In de jaren 1937-1938 barstten de kerkvervolgingen weer in alle hevigheid los: het waren de jaren van de Grote Zuiveringen onder Stalin.
Tijdens de Grote Zuiveringen werden priesters en bisschoppen beschuldigd van de meest uiteenlopende (en vaak ook dwaze) misdaden, waarvoor ze geëxecuteerd werden. Zo zou een bisschop uit Moskou 200.000 roebel hebben gecollecteerd onder de gelovigen, om dat geld vervolgens ter beschikking te stellen aan de Gestapo. Ook beschuldigingen van spionage en trotskistische samenzweringen kwamen veelvuldig voor.
De gevolgen van de Grote Zuiveringen waren voor de kerk enorm. Eind 1938 zaten er zo’n 7000 priesters in de gevangenis en waren in Moskou nog slechts 25 kerken open. De kerkgebouwen waren door de overheid geconfisqueerd; als de gelovigengemeenschap gebruik wilde maken van het gebouw, moesten zij huur betalen. Voor het kleinste kerkgebouw was de huur in 1938 fl. 30.000 per jaar (guldenniveau van 1949). De verschuldigde bedragen waren na 1 januari 1938 namelijk met 1200% verhoogd.
Dat Stalin vooral een hekel had aan de geestelijkheid en haar wilde vernietigen, maar persoonlijk niet zo’n probleem had met de gewone gelovigen, bleek uit het feit, dat er, hoewel de bisschoppen en priesters met alle middelen bestreden werden, geen schoolboeken gedrukt mochten worden die het christendom belachelijk maakten. Onder de meerderheid van de Sovjetburgers leefde grote sympathie voor het christendom en het regime wilde geen opstanden aanwakkeren. Bovendien konden de arbeiders in 1938 vrij nemen tijdens de grote Kerkelijke feestdagen van Pasen en Kerstmis, maar werden daardoor wel als christenen en dus als ongeschikt voor hoge functies geregistreerd. Op zondagen moest vrijwel altijd worden doorgewerkt in de Sovjet-Unie, er bestonden rustmomenten per arbeider en per fabrieksshift.

### Aantallen slachtoffers
In de eerste vijf jaar na de revolutie werden 28 bisschoppen en 1200 priesters geëxecuteerd. In 1921 bedroeg het aantal omgebrachte geestelijken, volgens officiële opgaven, 1215 (in werkelijkheid waren het er meer). In 1922 werden er 8.000 priesters en kloosterlingen vermoord. Tussen 1917 en 1930 werden er 8.287 geestelijken en monniken omgebracht, waaronder 31 bisschoppen. Tussen 1917 en 1935 werden er 130.000 orthodoxe priesters gearresteerd. Hiervan werden er 95.000 ter dood gebracht. Tussen 1918 en het einde van de jaren 1930 werden 42.000 geestelijken gedood. In 1932 werden ca. 10.000 kloosterlingen die hun geloof in Christus en hun roeping niet wilden verloochenen gearresteerd. Tijdens de Grote Zuivering van 1937-1938 werden er 168.300 geestelijken gearresteerd. Meer dan 100.000 hiervan werden geëxecuteerd. In 1937 werden 136.900 orthodoxe geestelijken gearresteerd, 85.300 van hen werden doodgeschoten. In 1938 werden er 28.300 gearresteerd en 21.500 doodgeschoten, in 1939 1.500 gearresteerd, 900 doodgeschoten, in 1940 5.100 gearresteerd, 1.100 van hen geëxecuteerd. Na de zuiveringen onder de geestelijkheid waren er in 1937 nog slechts 20 bisschoppen in vrijheid, in 1939 in waren dat er nog maar 12, tegen 163 in 1930. Aan de vooravond van de Grote Vaderlandse Oorlog in 1940-1941 waren nog maar vier bisschoppen op hun post. De overige waren veroordeeld, vermoord of ondergedoken. De kerk in Rusland verkeerde in een toestand van volkomen desorganisatie. De grote meerderheid van alle kerken was gesloten, vernietigd of voor andere gebruiksdoeleinden bestemd.

### De Bond van Militante Atheïsten
Tussen de zware vervolgingen door hield de Bond van Militante Atheïsten zich bezig met de antireligieuze opvoeding. Deze bond was in 1925 opgericht als Bond van Goddelozen. In 1929 werd de naam veranderd in de Bond van Militante Atheïsten. Deze bond was verantwoordelijk voor de organisatie en de leiding van de antireligieuze opvoeding. Volgens M. Sheinman van de Marxistische Universiteit van België is de bond een sociale organisatie samengesteld uit vrijwilligers en zij is niet bij macht enige administratieve functie uit te oefenen. De Bond heeft bijgevolg niet de macht […] al die dingen te doen die de Kerk en de buitenlandse kapitalistische pers hem toekennen.
De Bond van Militante Atheïsten zette zich vooral in om aan te tonen dat God niet kan bestaan. Dit deden de leden van de bond met tijdschriften en boeken, maar ook met conferenties, lezingen, culturele avonden, enzovoorts. De bond bereikte echter niet het succes waarop gehoopt was. Dit had vooral te maken met het diepgewortelde geloof dat zich op het platteland nog steeds staande kon houden. De overheid stelde tractors beschikbaar aan de landbouw, waarop de bond een atheïstische brochure onder de boeren verspreidde, waarin stond, dat zij (de boeren) nu niet meer op God hoefden te vertrouwen voor het lukken van de oogst. De illusie van de atheïstische tractors ging echter al snel in rook op, toen bleek dat de boeren kruisen aanbrachten op de voertuigen en de priesters diensten hielden in de dorpen, waarin God gedankt werd voor het feit dat Hij een tractor naar het dorp had gezonden.
In 1933 had de Sovjet-Unie vliegtuigen ontworpen die tot in de stratosfeer konden doordringen. Volgens de Bond van Militante Atheïsten was de hemel met succes bestormd, maar God was niet gevonden. Maar al spoedig stortte een vliegtuig met de toepasselijke naam USSR neer vanaf 22 kilometer hoogte. Dit ongeluk en de dood van de drie piloten was in de ogen van veel gelovigen een hemelse straf.
Hoewel de antireligieuze propaganda door deze gebeurtenissen meer had verloren dan gewonnen, bleef de Bond van Militante Atheïsten nog lang actief bezig met het ontplooien van antireligieuze activiteiten. Uit het feit, dat de Russisch-Orthodoxe Kerk 70 jaar communisme heeft overleefd, blijkt dat zowel de vervolgingen door de staat als de antireligieuze activiteiten van de Bond van Militante Atheïsten niet het gewenste resultaat hebben gehad.

### De Tweede Wereldoorlog
Een ommekeer in de relatie tussen de Russisch-Orthodoxe Kerk en de communistische machthebbers kwam bij het uitbreken van de Tweede Wereldoorlog (of zoals de Russen zeggen: de Grote Vaderlandse Oorlog). Als in 1941 Duitsland Rusland binnenvalt, schaart de Orthodoxe Kerk zich twijfelend en verdeeld achter de communistische regering in Moskou. De gelovigen werden opgeroepen om de grenzen te beschermen, in alle toegestane kerken moest God worden gebeden het Rode Leger de overwinning te schenken. In Oekraïne, Wit-Rusland en andere landsdelen ontvingen de Russisch-Orthodoxe ondergrondse geestelijken en grote delen van de bevolking de Wehrmacht en Hongaarse troepen als bevrijders van Communistisch atheïsme en vervolging. De Duitsers openden overal waar mogelijk de kerken en kloosters weer, soms ook met hulp van geestelijken van de Russisch-Orthodoxe Kerk in het Buitenland. De Asmogendheden buitten gewillig de sympathie van de Russische boerenbevolking en de geestelijkheid uit voor Duitse propaganda. Tot het einde van de oorlog in mei 1945 zou een deel van de Russisch-Orthodoxe geestelijkheid de strijd van het Comité voor de Bevrijding van de Volken van Rusland en oud-Sovjet-generaal en anti-stalinist Andrej Vlasov steunen, terwijl andere Russisch-Orthodoxen hun hoop toch vestigden op Stalin, zeker na 1943 en de toenemende berekenende religieuze tolerantiepolitiek vanuit het Kremlin.
De regering van Stalin begreep hierdoor dat het zwaartepunt nu moest liggen bij een verenigd Russisch volk, gelovigen en atheïsten, om het nazileger te bestrijden. De communistische leiders schiepen dan ook zo veel mogelijk een sfeer van welwillendheid, ook om zo veel mogelijk profijt te trekken van de religie. Stalin hield op 21 november 1941 een toespraak, waarin hij zelfs sprak dat de almachtige God voor president Roosevelt belangrijk was en dat Roosevelt hieruit steun zou mogen putten. Vanaf maart 1941 had Roosevelt de Sovjet-Unie met de Leen- en Pachtwet leveringen gesteund voor een confrontatie met nazi-Duitsland. Tijdens het Paasfeest van 1942 was het, ondanks de avondklok, opeens weer toegestaan 's avonds kerkdiensten te houden. Deze sfeer van welwillendheid werd ook tegen het einde van de oorlog nog volgehouden, toen in januari 1945 metropoliet Aleksej van Sint-Petersburg door een gecontroleerd kerkconcilie (met toestemming van de communistische regering) werd gekozen tot de nieuwe patriarch. Metropoliet Aleksej had in 1943 zelfs een medaille gekregen voor zijn daden tijdens het beleg van Leningrad.
De verhouding tussen de staat en de Kerk werd hiermee wat beter, hoewel de concessies die Stalin deed vooral werden ingegeven door de wil Duitsland te verslaan, en niet zozeer uit welwillend oogpunt.

### Na de Tweede Wereldoorlog
In West-Europa waren sommigen van mening dat de tijd van onderdrukking in de Sovjet-Unie voorbij was. Het werd weer mogelijk contact te onderhouden met de kerkleiding in Moskou. Delegaties reisden heen en weer. Nikita Chroesjtsjov liet driekwart van alle kloosters en parochies sluiten. Leonid Brezjnev zette de vervolgingen voort. Een grote stroom van antireligieuze literatuur komt op gang sinds 1981. Kerken en kloosters werden gerestaureerd uit cultureel oogpunt, vergezeld van atheïstische kunstkritieken, om vooral een al of niet reële heropleving door het millennium te bestrijden.

### Einde communistische periode
In de jaren 1980 kwam er enige verandering in de strenge beperkingen op de erediensten. In 1988-1990 mochten enkele nieuwe kerken en kloosters gebouwd worden en werd op de scholen godsdienstonderricht mogelijk. Het millennium, herdenking van het duizendjarig bestaan van de Russisch-Orthodoxe Kerk, werd in 1988 groots gevierd. Michail Gorbatsjov zorgde er in 1990 door de invoering van de "wet op de gewetensvrijheid" voor dat er complete godsdienstvrijheid kwam in het hele land. In 1991 werd godsdienstvrijheid geproclameerd onder Boris Jeltsin, die ook actief hulp bood aan de Kerk en hij vaardigde in 1992 een decreet uit wat eiste dat alle kerkelijke bezittingen werden overgedragen aan de rechtmatige kerkelijke autoriteiten. De Russisch-Orthodoxe Kerk groeide vanaf 1991, mede door sociale hulp aan de zeer snel verarmende Russische burgerbevolking tijdens economische crises.
Sinds het uiteenvallen van de Sovjet-Unie maakte de Russisch-Orthodoxe Kerk een heropleving door.

## Liturgie
De liturgie en riten van de Russisch-Orthodoxe Kerk komen grotendeels overeen met die van de andere Oosters-orthodoxe kerken. Ze vinden dan hun oorsprong in de Kerk van Byzantium en worden Byzantijnse liturgie genoemd.
Typisch is dat het kruisteken wordt gemaakt van het voorhoofd, via de rechterschouder naar de linkerschouder met 3 vingers.
Tijdens de kerkdiensten worden de hoogfeesten van de christelijke religie als de geboorte, de dood en de opstanding van Christus gevierd. Er worden geen muziekinstrumenten gebruikt; er is wel veel koorzang. De gelovigen staan soms uren recht om gezamenlijk hun eerbied tot uitdrukking te brengen.

## Verspreiding

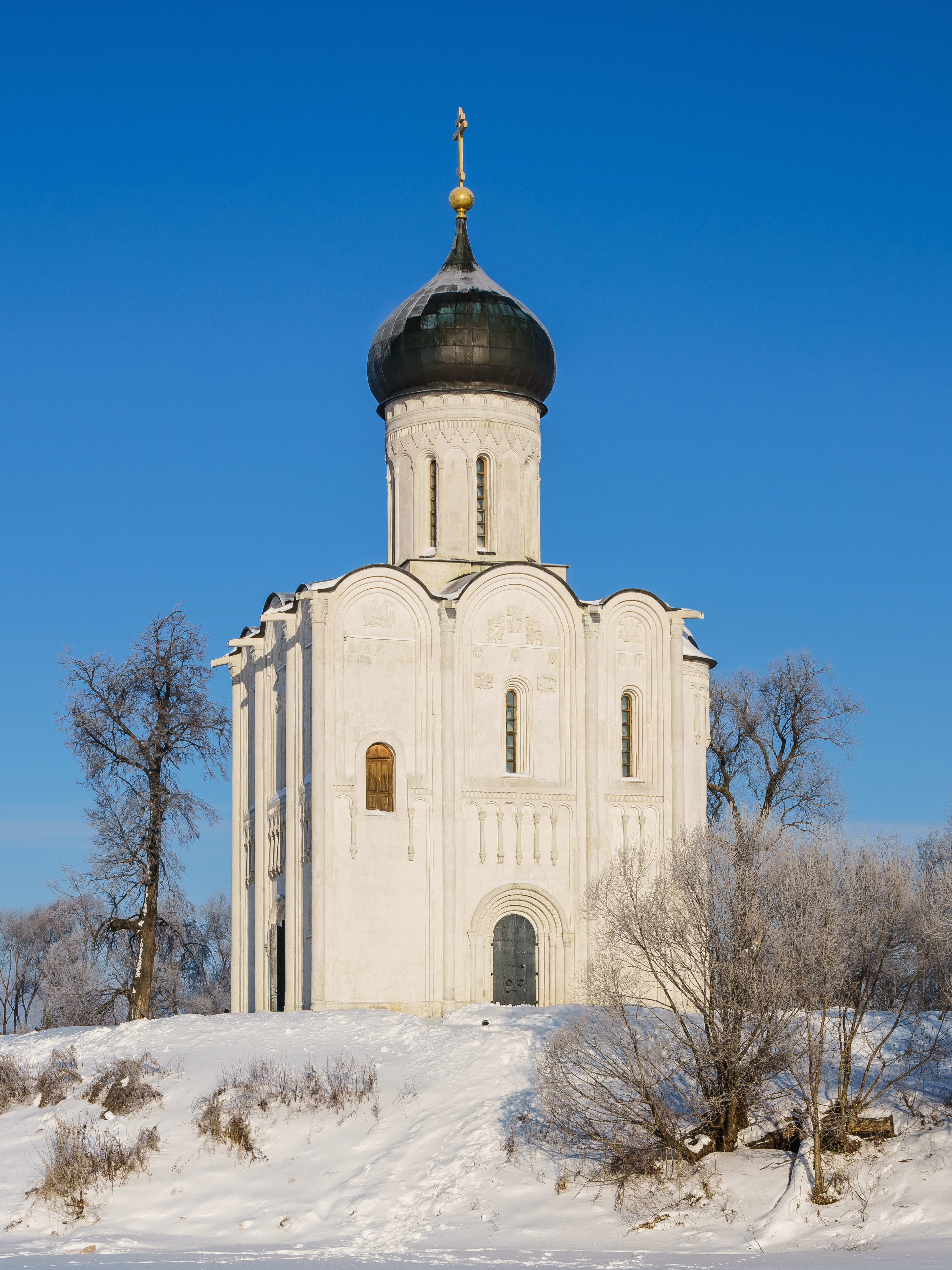
Pokrovkerk aan de Nerl (1165), met de voor veel Russisch-Orthodoxe kerken kenmerkende uienkoepel.

De kerk is sterk vertegenwoordigd in de landen van de voormalige Sovjet-Unie. De Wit-Russisch-Orthodoxe Kerk en de Oekraïens-Orthodoxe Kerk patriarchaat van Moskou ressorteren onder de Russisch-Orthodoxe Kerk. De Oekraïens-Orthodoxe Kerk patriarchaat van Kiev (in 2018 opgegaan in de Oekraïens-Orthodoxe Kerk) heeft zich echter afgescheiden en heeft een eigen patriarch.
De Russisch-Orthodoxe Kerk is ook vertegenwoordigd in Europa, Amerika en Oceanië. De Oekraïens-orthodoxe parochies buiten Oekraïne en sommige Russisch-Orthodoxe parochies in West-Europa ressorteren echter onder het Oecumenisch patriarchaat van Constantinopel. De bisschoppen die resideren in landen buiten de voormalige Sovjet-Unie hebben een eigen bisschoppensynode.
Tegenwoordig telt de Russisch-Orthodoxe Kerk ongeveer honderd miljoen leden. Ze is dan ook, qua aantal gelovigen, de grootste van de oosters-orthodoxe kerken.
De Russisch-Orthodoxe Kerk heeft 160 bisdommen in verschillende landen en 30.142 parochies. Er zijn 207 bisschoppen, waaronder 148 diocesane en 48 hulpbisschoppen, 14 bisschoppen zijn met emeritaat.
De Russisch-Orthodoxe Kerk heeft jurisdictie over:
- de autonome Orthodoxe Kerk van Japan (aartsbisschop van Tokio en metropoliet van Geheel Japan)
- de autonome Orthodoxe Kerk van China (niet meer bestaand)
- de autonome Orthodoxe Kerk van Oekraïne (metropoliet van Kiev en geheel Oekraïne)
- de autonome Orthodoxe Kerk van Moldavië (metropoliet van Chisinau en geheel Moldavië), waarin
- het bisdom van Tiraspol (Transnistrië)
- de autonome Orthodoxe Kerk van Letland (metropoliet van Riga en geheel Letland)
- de Orthodoxe Kerk van Estland (metropoliet van Tallinn en geheel Estland) (autonomie niet erkend door het Oecumenisch patriarchaat van Constantinopel)
- de autonome Russisch-Orthodoxe Kerk in het Buitenland (metropoliet van Oost-Amerika en New York, eerste hiërarch van de Russisch-Orthodoxe Kerk in het Buitenland)
- het Exarchaat van Wit-Rusland (metropoliet van Minsk en Sloetsk, patriarchaal exarch van Geheel Wit-Rusland)
- het aartsbisdom van parochies van de Russische Orthodoxe Kerken in West-Europa Parijs (metropoliet Johannes van Doebna)

## De Russisch-Orthodoxe Kerk in België en Nederland

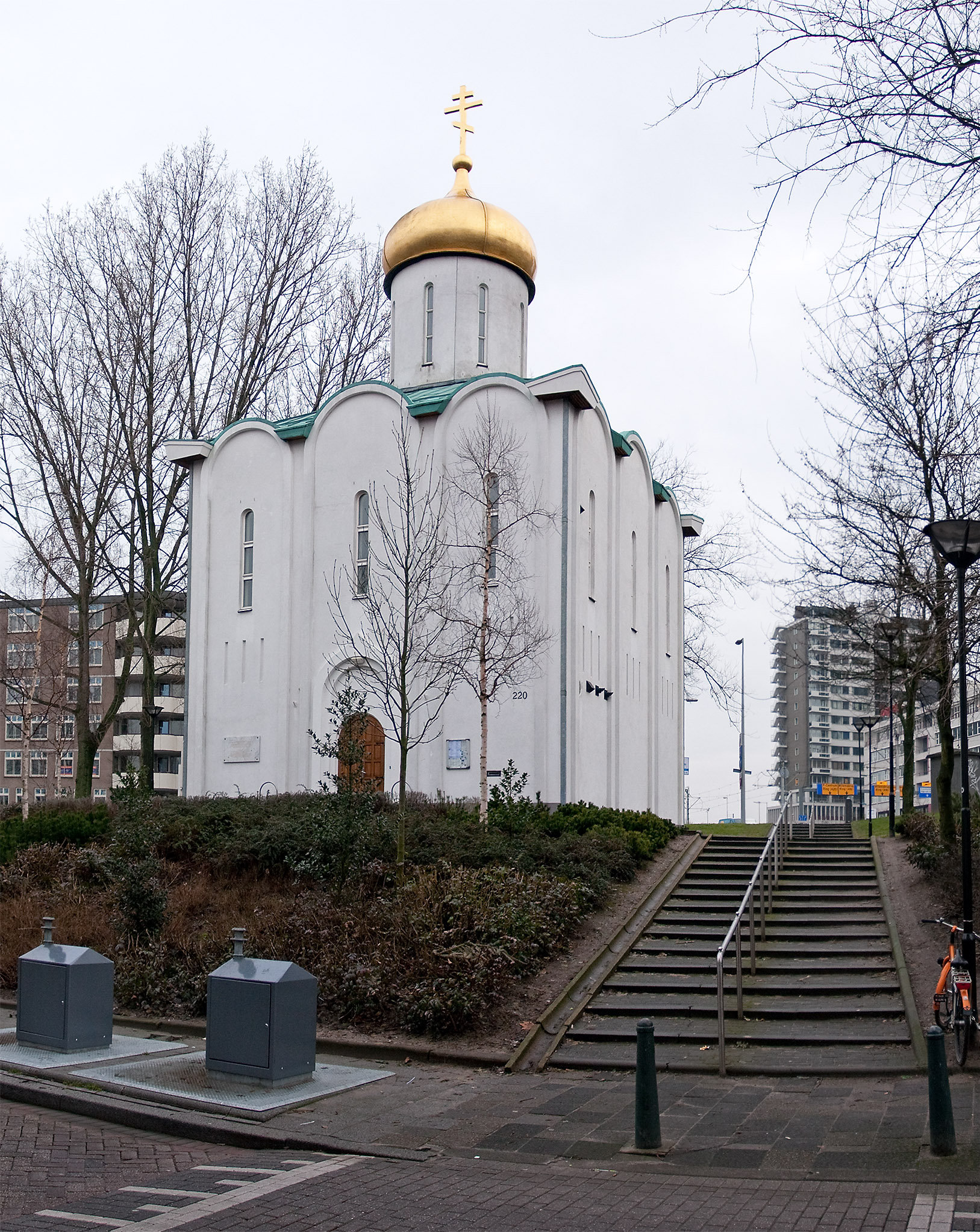
de Alexander-Nevskikerk in Rotterdam

Er is een aartsbisdom Brussel in België en een aartsbisdom Den Haag en Nederland. Aartsbisschop Simon van Brussel en België en locum-tenens van Den Haag en Nederland leidde tot 2017 beide bisdommen. Sinds december 2017 leidt aartsbisschop Eliseos het aartsbisdom van Den Haag en Nederland. In Nederland en België zijn in totaal 20 parochies, 1 kapel en 4 kloosters. In Nederland wonen vele gelovigen van andere Oosters-orthodoxe kerken en ook autochtone Nederlanders de diensten van de Russisch-Orthodoxe Kerk bij. In Den Haag staat het eerste (Russisch-)orthodoxe klooster van Nederland.
Op 20 juni 2004 werd het eerste Russisch-Orthodoxe kerkgebouw in Nederland, de Alexander-Nevskikerk (gewijd aan Alexander Nevski), in traditionele stijl gebouwd, ingewijd door metropoliet Kirill van Smolensk en Kaliningrad, de huidige patriarch van Moskou, in concelebratie met aartsbisschop Simon van Brussel en België en bisschop Athenagoras van Sinope. Dit gebouw staat aan de Schiedamsesingel in Rotterdam.

## Kerk en staat
In 1997 werd een nieuwe wet inzake gewetensvrijheid en religieuze verenigingen aangenomen, waarin het christendom, de islam, het boeddhisme en het jodendom als traditionele religies in Rusland werden erkend.
De Russisch-orthodoxe kerk, die tegenwoordig als een geprivilegieerde religie van Rusland fungeert, heeft de macht om te beslissen welke andere religies als officiële religies kunnen worden geregistreerd. Dit heeft ertoe geleid dat sommige religies, bijvoorbeeld Jehova's getuigen, in Rusland verboden zijn, terwijl andere, zoals sommige protestantse kerken of de katholieke kerk, aanzienlijke problemen hebben met registratie of beperkingen van hun rechten in het land. Er zijn ook strengere wetten aangenomen in sommige Russische regio's, wat betekent dat de situatie met betrekking tot de vrijheid van religieuze meningsuiting in Rusland verschilt.
Vanaf 3 oktober 2021 werd de in april van dat jaar gewijzigde wet "Op de vrijheid van geweten en religieuze organisaties" van kracht in Rusland. Deze zal de regering in staat stellen toezicht te houden op de opleiding van predikanten, evenals op vieringen, missionaire en andere activiteiten. 
Na overleg tussen vertegenwoordigers van verschillende gemeenschappen en de commissie van de Doema (Lagerhuis van het parlement) over religieuze kwesties, werden op 5 april nieuwe wijzigingen in de wet "Op de vrijheid van geweten en religieuze organisaties" goedgekeurd.
Deze wijzigingen richten zich met name op protestantse gemeenschappen en Jehovah's Getuigen.
De wet bepaalt dat de Doema de bevoegdheid zal hebben om "de activiteit van de dienaren van aanbidding en religieus personeel die vieringen en rituelen leiden, bij het uitvoeren van missionaire of onderwijstaken op het grondgebied van de Federatie" goed te keuren of niet.
President Vladimir Poetin ondertekende op 20 juli 2016 een antiterrorismewet waarmee alle missionaire activiteiten van religieuze genootschappen anders dan de Russisch-Orthodoxe Kerk aan banden werden gelegd. Bovendien mochten godsdienstige bijeenkomsten alleen nog maar plaatsvinden in gebouwen die door de staat als officiële gebedshuizen werden erkend. 
Straatevangelisatie, maar ook het houden van een dienst bij iemand thuis werd verboden net als het verspreiden van geloofsboeken en -flyers. Wie wordt betrapt, kan een boete krijgen van ruim 700 euro. Organisaties die de wet overtreden, moeten rekening houden met een som van maximaal veertienduizend euro. Er zijn wel uitzonderingen mogelijk, maar alleen als een organisatie een vergunning heeft aangevraagd.

## Kritiek
De Russisch-Orthodoxe kerk wordt bij tijd en wijle bekritiseerd vanwege de invloed die ze zou hebben op de Russische politiek en het openbare leven. Ultranationalistische stemmingen vinden soms weerklank onder haar geestelijken en gelovigen. Een oude beschuldiging aan het adres van de kerk betreft de medewerking, destijds, van vele orthodoxe geestelijken aan het Sovjetbewind, waarbij de gecompliceerdheid van deze problematiek evenwel niet altijd recht gedaan wordt.
Soms worden antisemitische berichten gepubliceerd in de nieuwsbronnen van regionale bisdommen. Een aantal niet-orthodoxe geloofsovertuigingen worden aangeduid als 'sektes'. Dit gebeurde zowel met Jehova's getuigen, mormonen, Hare Krishna-volgelingen als met evangelische en charismatische protestantse richtingen. Er zouden gevallen zijn geweest waarbij in lokale kerken opgeroepen werd diensten van niet-orthodoxen te verstoren.
Een ander punt van kritiek heeft betrekking op de invloed in de plaatselijke politiek. Zo zou het bisdom van Jekaterinenburg erin geslaagd zijn een oblastwet in te voeren die de overheid verplicht kerkgenootschappen pas als 'traditioneel' te erkennen als ze meer dan 100 jaar actief zijn (in de rest van Rusland is dit 15 jaar).
Rusland kent officieel vrijheid van godsdienst, maar lobbyisten van de Russisch-Orthodoxe Kerk hebben een aantal federale wetten weten in te voeren teneinde deze vrijheid in te perken. Dit gebeurt onder meer door de verplichte registratie van kerken en door het bestempelen van sommige geloofsovertuigingen als sekten, waarna deze door de overheid een samenscholingsverbod kregen opgelegd en religieuze literatuur het land niet meer mochten binnenbrengen.
Tegen deze kritiek wordt van Russisch-Orthodoxe zijde soms ingebracht dat de Russische orthodoxie, als resultaat van natuurlijke ontwikkelingen, vergroeid is met de Russische cultuur en geschiedenis, en dat het om die reden verleend krijgen van bepaalde voorrechten gerechtvaardigd zou zijn. In veel Russisch-Orthodoxe kringen worden met name evangelisch georiënteerde geloofsgenootschappen als exponenten van de westerse cultuur gezien en daarom als een bedreiging ervaren voor de traditionele Russische identiteit. De soms uitgesproken bekeringsdrang van een aantal niet-orthodoxe kerken en groeperingen draagt aan deze beeldvorming bij.
Ondanks het communisme in Rusland neemt de invloed van Russisch-Orthodoxe kerk op de politiek en maatschappij toe, maar tot nu toe heeft de Russisch-Orthodoxe Kerk, ondanks allerlei maatregelen, waaronder een door de staat toegekende bevoorrechte positie, haar monopoliepositie van voor de Revolutie van 1917 niet weten te herstellen. Het aantal aanhangers van bijvoorbeeld de pinkster- en de evangelische beweging zou zijn toegenomen.

## Constantinopel
In oktober 2018 trok het Oecumenisch patriarchaat van Constantinopel een besluit uit 1683 in, waarin was bepaald dat Kiev onder het gezag van het patriarchaat van Moskou staat. Het besluit maakte de weg vrij voor een autocefale kerk in Oekraïne, die de Russische invloed in het land wil beperken. Vanwege het besluit verbrak de Russisch-Orthodoxe Kerk de banden met het Oecumenisch Patriarchaat van Constantinopel.

## Rome
De verhouding met de katholieke kerk was lange tijd koel.  
Een zekere toenadering kwam op 12 februari 2016 toen patriarch Kirill en Paus Franciscus elkaar op het vliegveld van Havana ontmoetten. Dit was de historische eerste ontmoeting van een paus van Rome met een hoofd van de Russisch-orthodoxe Kerk (sinds het schisma van 1054). Zij spraken twee uur met elkaar en ondertekenden daarna een gemeenschappelijke verklaring o.a. over het belang van het komen tot eenheid van de kerken van Oost en West, de centrale waarde van het gezin, van het menselijk leven, over het vinden van een christelijk antwoord op de uitdagingen van een geseculariseerde atheïstische samenleving, waarin christenen (volgens de verklaring) naar de marge worden gedreven.
Als reden voor die koelheid werd verwezen naar bekeringsdrang die van de kant van de katholieke kerk zou worden bedreven. Rusland is een van de weinige landen waar de paus van Rome nog niet welkom was.
Er zijn ongeveer een miljoen katholieken verdeeld over 4 bisdommen.